# NORAD

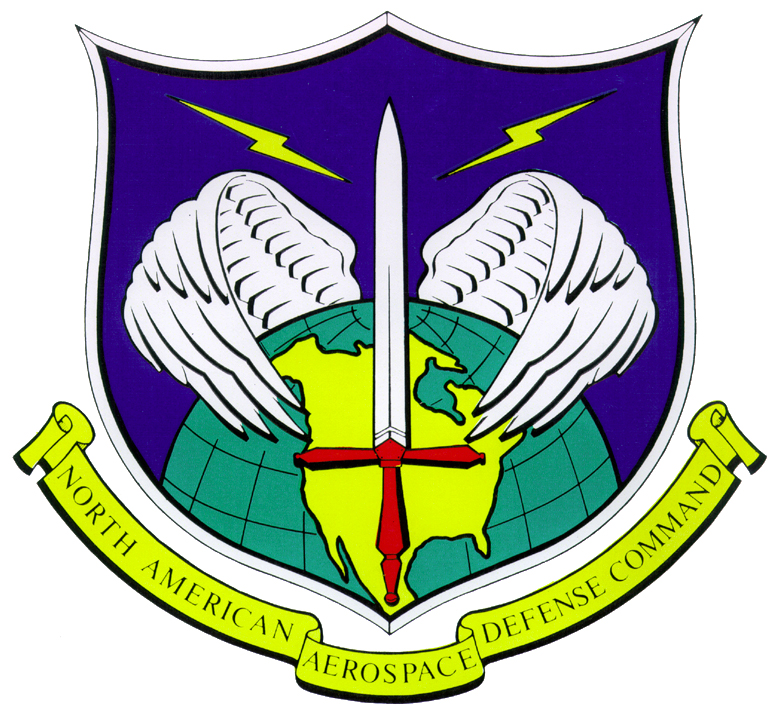
Sigla NORAD

North American Aerospace Defense Command (NORAD) (Comandamentul Nord-American de Apărare Aerospațială) este o organizație înființată de Statele Unite în cooperare cu statul canadian, și reprezintă un sistem de control aerospațial și avertizare aerospațială pentru America de Nord. A fost fondată la data de 12 mai 1958, cu numele North American Air Defense Command (Comandamentul Nord-American de Apărare Aeriană). Începând din 1963, baza principală a NORAD se află în Cheyenne Mountain (Muntele Cheyenne), Colorado.
Deși termenii "NORAD" și "Cheyenne Mountain" sunt adesea utilizați cu același înțeles, NORAD este numele Comandamentului, în timp ce Cheyenne Mountain este numele bazei. Baza este găzduită de Forțele Aeriene SUA și se află sub comanda Grupului 721 de Sprijin Misiuni , parte integrantă a Aripii Aeriene 21 , din cadrul Bazei Aeriene Peterson.

## Organizație și comandă

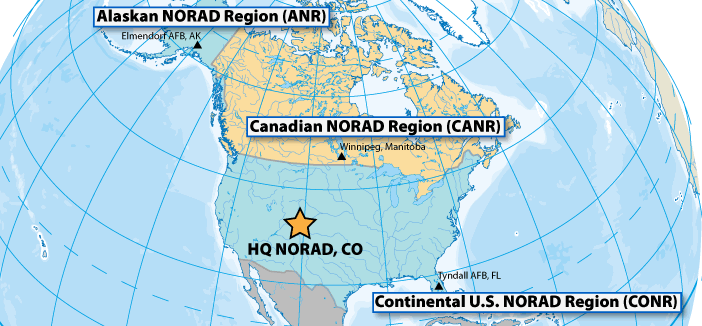
NORAD organisation.

NORAD are două componente principale ce corespund misiunii sale. Avertizarea aerospațială sau sistemul integrat de avertizare tactică și evaluare a atacului (ITW/AA) presupune monitorizarea obiectelor artificiale din spațiu, precum și detectarea, validarea și avertizarea cu privire la un atac împotriva Americii de Nord ce implică avioane, rachete, sau nave spațiale. Controlul aerospațial se ocupă cu supravegherea și controlul spațiului aerian al Canadei și al Statelor Unite.
Organizația este condusă de un comandant numit de Președintele Statelor Unite și de Primul Ministru al Canadei. Comandantul are baza principală la Baza Aeriană Peterson, Colorado de lângă Centrul de operațiuni Cheyenne Mountain, baza din apropiere cu rol de colectare și coordonare a sistemelor globale de senzori. Trei baze subordonate: Baza Aeriană Elmendorf, Alaska (Baza pentru Regiunea Alaska a NORAD (ANR)), Baza Forțelor Canadiene Winnipeg, Manitoba (bază dublă pentru o divizie aeriană canadiană (1CAD Arhivat în 5 octombrie 2006, la Wayback Machine.) și pentru Regiunea Canada a NORAD (CANR)), și Baza Aeriană Tyndall, Florida (Baza pentru First Air Force, pentru Regiunea Continentală NORAD (CONR) și pentru Sectorul Sudestic de Apărare Aeriană (SEADS)), intră în subordinea Comandantului și controlează operațiunile în zonele aferente.
Comandantul actual al NORAD este Amiralul Timothy J. Keating, USN, de asemenea Comandant al Comandamentului Nordic al Statelor Unite (USNORTHCOM). Comandantul adjunct al NORAD este Lt. Gen. Rick "Eric" Findley, din cadrul Comandamentului Forțelor Aeriene Canadiene. În mod tradițional, comandantul NORAD este american iar comandantul adjunct este canadian. Atât forțele <canadiene cât și cele ale Statelor Unite au comandanți pentru contingentele proprii de la Cheyenne Mountain. NORAD și USNORTHCOM nu au legături directe de comandă și control cu U.S. Department of Homeland Security (Departamentul de Siguranță Internă al Statelor Unite), dar cele două organizații își coordonează misiunile de instruire și planificare.

## Istorie

### Trecut și înființare
Amplificarea percepției cu privire la amenințarea bombardierelor strategice sovietice cu rază lungă de acțiune, dotate cu arme nucleare, a dus la o strânsă cooperare între Canada și Statele Unite în domeniul apărării aeriene. La începutul anilor '50, cele două state au convenit asupra construirii unei serii de stații radar pe teritoriul Americii de Nord în vederea detectării unui eventual atac sovietic inițiat via Polul Nord. Prima serie de radare a fost Pinetree Line (Linia Pinilor), finalizată în 1954, compusă din 33 de stații plasate în sudul Canadei. Datorită unor deficiențe tehnice a fost necesară construirea unor rețele radar adiționale. În 1957 a fost finalizat McGill Fence (Gardul McGill); acesta integra sisteme radar cu efect Doppler pentru detectarea aeronavelor zburând la joasă altitudine. Acest sistem era poziționat la aproximativ 500 de km nord de Linia Pinilor, de-a lungul paralelei 55. Al treilea sistem realizat în parteneriat a fost Distant Early Warning Line (Linia de avertizare anticipată la distanță), finalizat de asemenea în 1957. Acesta consta într-o rețea de 57 de stații de-a lungul paralelei 70 și avertiza asupra unui eventual atac cu bombardiere cu trei ore înainte ca aparatele de zbor să ajungă la centrele majore de populație. Un eventual atac peste Oceanul Pacific sau peste Oceanul Atlantic ar fi fost detectat de aeronavele din cadrul AEW (Sistemului aerian de avertizare anticipată), de navele marinei sau de platformele radar maritime. Astfel, comanda și controlul masivului sistem a devenit o provocare semnificativă.
Discuțiile și studiile privind sistemele în parteneriat erau în curs încă de la începutul anilor '50 și au culminat la 1 august 1957 cu anunțarea unui comandament integrat al SUA și Canada - North American Air Defense Command (Comandamentul Nord-American de Apărare Aeriană). La data de 12 septembrie, operațiunile NORAD au demarat în Ent, Colorado, iar la 12 mai, 1958 a fost semnată o convenție formală NORAD între cele două guverne. La începutul anilor '60, 250.000 de persoane erau implicate în operațiunile NORAD. O lovitură puternică însă a fost dată de apariția amenințării ICBM și SLBM la începutul anilor '60. Ca urmare, a fost realizat un sistem spațial de supraveghere și avertizare anticipată împotriva rachetelor, în vederea detectării, urmăririi și identificării la nivel global din spațiu. Extinderea în spațiu a misiunii NORAD a condus la o modificare a numelui în North American Aerospace Defense Command (Comandamentul Nord-American de Apărare Aerospațială).
Deși toate echipamentele de la Cheyenne Mountain au fost supuse unor inspecții riguroase, au existat cel puțin două ocazii în care o defecțiune în cadrul componentei de comunicații computerizate aproape că au declanșat Al Treilea Război Mondial. La 9 noiembrie 1979, o defecțiune în cadrul componentei de comunicații computerizate a cauzat apariția unor mesaje de avertizare la posturile de comandă ale Forțelor Aeriene ale SUA din toată lumea ce semnala faptul că un atac cu arme nucleare era în desfășurare. Un incident similar a avut loc la data de 2 iunie 1980, când un tehnician din cadrul NORAD a încărcat o bandă de test dar a uitat să comute sistemul în starea de "test", fapt ce a condus la transmiterea unui flux constant de false avertizări la două buncăre de "continuare a guvernării", precum și la posturile de comandă din toată lumea.
În ambele ocazii, Comandamentul Forțelor Aeriene din Zona Pacificului (PAC) a lansat avioanele proprii (dotate cu arme nucleare); Comandamentul Strategic al Forțelor Aeriene (SAC) nu a făcut acest lucru și a fost, drept urmare, criticat pentru nerespectarea procedurii, cu toate că Postul de Comandă al SAC cunoștea faptul că acestea erau evident alarme false (probabil că și PAC era la curent cu acest lucru). Ambele Posturi de Comandă primiseră și procesaseră recent rapoarte directe de la sistemele radar, satelit și de la alte sisteme de detectare al atacurilor cu rachete, iar aceste rapoarte directe nu avea corespondent în datele eronate primite de la NORAD.

### Modificarea misiunii
Începând cu anul 1963, efectivele Forțelor Aeriene au fost reduse și unele secțiuni ale sistemului radar (perimate) au fost închise. În schimb, au fost crescute eforturile de protejare împotriva unui atac ICBM - au fost înființate două centre subterane de operațiuni: centrul principal în Muntele Cheyenne, iar cel alternativ în North Bay, Ontario. La începutul anilor '70, acceptarea teoriei militare privind distrugerea mutuală certă (MAD-Mutually Assured Destruction) a avut ca efect reducerea bugetului alocat apărării aeriene și la reorientarea misiunii NORAD către asigurarea integrității spațiului aerian pe timp de pace. Reducerile semnificative în sistemul de apărare aeriană au continuat până în anii '80 când, ca urmare a Studiului în parteneriat SUA-Canada (Joint US-Canada Air Defense Study - JUSCADS) din 1979, a fost acceptată necesitatea modernizării sistemului de apărare aeriană. Linia de avertizare anticipată la distanță urma să fie înlocuită cu o linie arctică de sisteme radar îmbunătățite, numită Sistemul Nordic de Avertizare (North Warning System - NWS); sistemul radar Over-the-Horizon Backscatter (OTH-B) urma să fie dat în exploatare; aeronave de vânătoare avansate urmau să fie puse la dispoziția NORAD și urma ca avioanele din Sistemul aerian de avertizare și control (Airborne Warning and Control System - AWACS) din Bazele Forțelor Aeriene Tinker, Oklahoma și Elmendorf, Alaska să fie utilizate în proporție sporită. Aceste recomandări au fost acceptate de guverne în anul 1985. De asemenea, în septembrie 1985 a fost înființat Comandamentul Spațial al Statelor Unite (United States Space Command) - organizație complementară NORAD, dar nefiind parte componentă a acestuia.
La finalul Răboiului Rece, NORAD și-a reevaluat misiunea. Pentru a evita noi reduceri, începând cu anul 1989 operațiunile NORAD s-au extins asupra operațiunilor antidrog, precum cele implicând urmărirea avioanelor de mici dimensiuni. Dar Linia de avertizare anticipată la distanță a fost totuși înlocuită la o scară redusă de sistemele radar ale Sistemului Nordic de Avertizare, între anii 1986 și 1995. Baza de la Muntele Cheyenne a fost, de asemenea, perfecționată. Nici unul dintre radarele OTH-B nu sunt însă operaționale în prezent.
După evenimentele din 11 septembrie 2001, misiunea NORAD a evoluat, incluzând monitorizarea tuturor aeronavelor din spațiul aerian al Statelor Unite. NORAD supraveghează Operațiunea Vulturul Nobil (Noble Eagle) utilizând avioane de vânătoare grupate în Patrule Aeriene de Luptă (Combat Air Patrols - CAP) sub comanda First Air Force și aeronave AWACS E-3 Sentry sub comanda Aripii Aeriene de Control 552.

## Comandanți
- Earle E.Partridge, Forțele Aeriene ale SUA (USAF) 1957 - 1959
- Laurence S. Kuter, USAF 1959 - 1962
- John K. Gerhart, USAF 1962 -1965
- Dean C. Strother, USAF 1965 - 1966
- Raymond J. Reeves, USAF 1966 - 1969
- Seth J. McKee, USAF 1969 - 1973
- Lucius D. Clay Jr., USAF 1973 - 1975
- Daniel James, Jr., USAF 1975-1977
- James E. Hill, USAF 1977-1979
- James V. Hartinger, USAF 1980-1984
- Robert T. Herres, USAF 1984-1987
- John L. Piotrowski, USAF 1987-1990
- Donald J. Kutyna, USAF 1990-1992
- Charles A. "Chuck" Horner, USAF 1992-1994
- Joseph W. Ashy, USAF (1994 – august 1996)
- Howell M. Estes III, USAF 1996-1998
- Richard B. Myers, USAF 1998-2000
- Ralph E. "Ed" Eberhart, USAF 2000-2004
- Timothy J. Keating, Forțele Maritime ale SUA (USN) 2004-2007
- Victor E. Renuart Jr., USAF 2007-2010
- James A. Winnefeld, Jr., USN 2010-2011
- Charles H. Jacoby, Jr., USAF 2011-2014
- Bill Gortney, USN 2014-2016
- Lori Robinson, USAF 2016-

## NORAD în cultura populară
NORAD vine în atenția publică de Crăciun, când îl "urmărește" pe Moș Crăciun în călătoria sa în jurul lumii, aducând cadouri copiilor. 2005 a marcat a 50-a urmărire a lui Moș Crăciun de către NORAD. Această tradiție a început în 1955, când un magazin local Sears din Colorado a tipărit greșit un număr de telefon, iar copiii care credeau că telefonează la Moș Crăciun au telefonat la NORAD.  Arhivat în 12 martie 2007, la Wayback Machine.
NORAD apare, de asemenea, în romanul The Sum of All Fears al lui Tom Clancy și în filmul aferent. În plus, jocul pe calculator Command & Conquer: Red Alert 2 include o secvență video ce prezintă un apel către NORAD efectuat de Președinte.
Muntele Cheyenne Mountain a fost una dintre locațiile filmului WarGames (1983), avându-l în rolul principal pe Matthew Broderick - un adolescent care obține acces la computerul principal al NORAD și aproape că declanșează un război nuclear (denumit, mai precis, în film, un "război mondial termonuclear"). Barry Corbin a jucat rolul unui Comandant fictiv al NORAD, Gen. Jack Beringer. Filmul este adesea utilizat în sprijinul dezarmării nucleare, dar este de asemenea unul din primele filme care aduc în lumină lumea hacking-ului.
Muntele Cheyenne apare în numeroase ocazii în serialul de televiziune Stargate SG-1 ca fiind locația fictivului Stargate Command. NORAD este menționat ocazional ca aflându-se deasupra porții stelare de la sub-nivelul 28. În episodul "A Matter of Time", cea mai apropiată linie telefonică securizată de deasupra Comandamentului Stargate se află la "NORAD, nivelul principal", care pare să fie sub-nivelul 2.
Distrus în filmul Independence Day ("Ziua independenței") (deși nu sunt prezente imagini), Muntele Cheyenne apare în prim plan și în filmul Deep Impact ("Impact nimicitor"), servind drept refugiul final din calea asteroidului care lovește Pământul în finalul filmului.